# Cryptus bucculentus
Cryptus bucculentus là một loài tò vò trong họ Ichneumonidae.